# Cassiodor

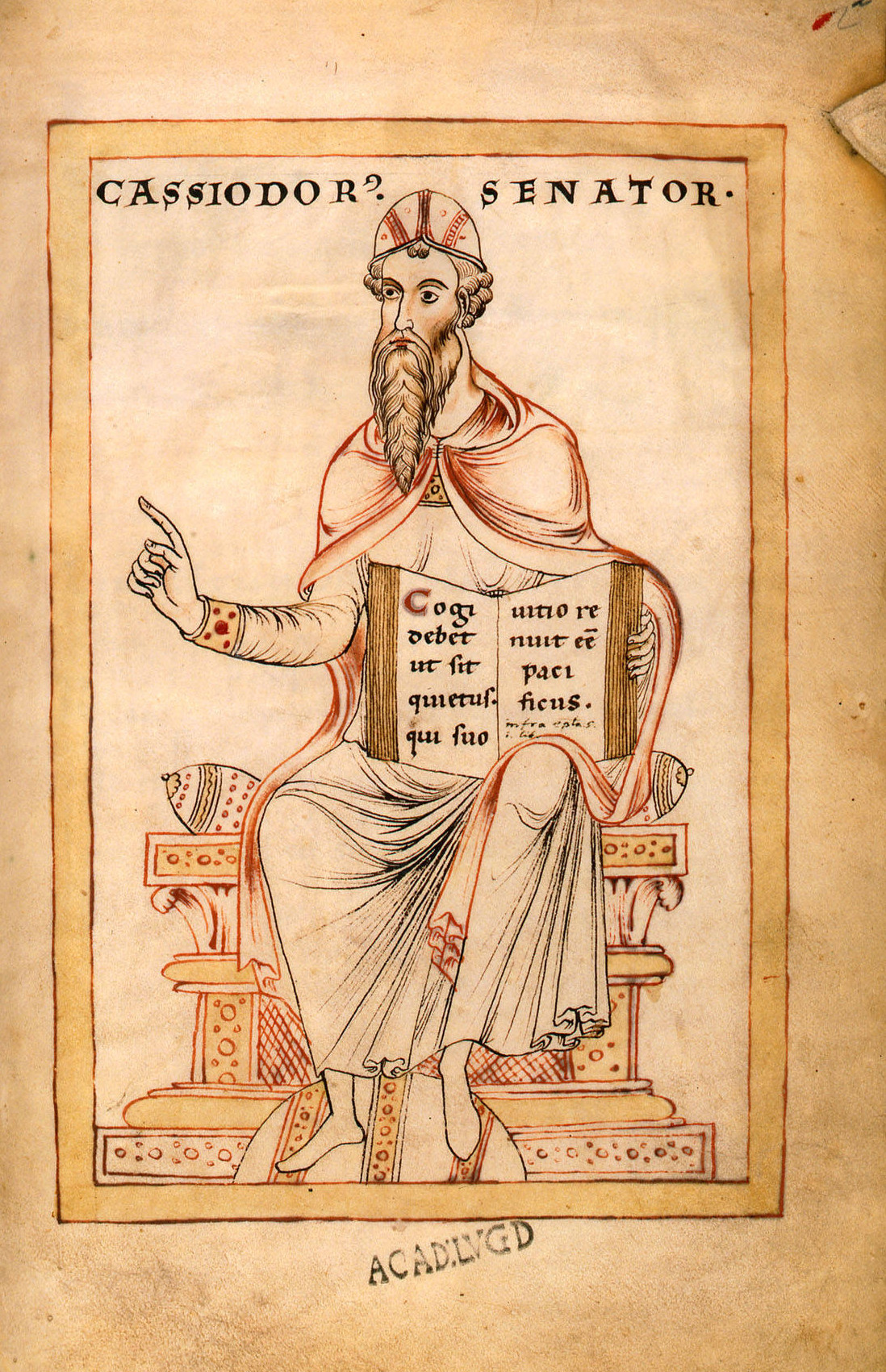
Flavius Magnus Aurelius Cassiodorus Senator

Cassiodor, lateinisch Cassiodorus (vollständiger Name Flavius Magnus Aurelius Cassiodorus Senator, kurz Cassiodorus Senator; * um 485 in Scylaceum, Bruttium; † um 580 im Kloster Vivarium bei Scylaceum), war ein spätantiker römischer Staatsmann, Gelehrter und Schriftsteller.

## Leben
Cassiodor stammte aus einer alten und hochangesehenen Familie der senatorischen Reichsaristokratie, die vor seiner Zeit bereits in den beiden Hauptstädten des Römischen Reiches, Rom und Konstantinopel, wichtige Amtsträger gestellt hatte. Die Familie, deren Ursprünge in der syrischen Provinz des Imperiums lagen und die es zu beträchtlichem Reichtum gebracht hatte, besaß später vor allem in Süditalien (bei Squillace, Kalabrien) umfangreiche Ländereien. Der Urgroßvater, der Großvater und auch der Vater, die alle ebenfalls Cassiodorus hießen, bekleideten – wie später er selbst – hohe Staatsämter. Ein Fragment aus einem verlorenen Werk Cassiodors, das so genannte Anecdoton Holderi. beschreibt in knapper Form seinen Werdegang.
Cassiodors Urgroßvater hatte sich um die Verteidigung der Küsten Siziliens und Unteritaliens gegen die Kriegsflotten des in Karthago residierenden Vandalenkönigs Geiserich verdient gemacht. Der Großvater desselben Namens war tribunus et notarius (eine Art Geheimsekretär) unter Valentinian III. gewesen; er hatte mit dem römischen Heermeister Aëtius zusammengearbeitet und war gemeinsam mit dessen Sohn Carpilio als Unterhändler zu Attila gesandt worden, als dieser Italien bedrohte. Cassiodors Großvater zog sich später nach Bruttium ins Privatleben zurück, wo die Familie ihre Ländereien besaß.
Nachdem bereits sein Vater nacheinander Odoaker und dem Ostgotenkönig Theoderich gedient hatte, wurde Cassiodor im Jahr 507 in unverhältnismäßig  jungen Jahren zum quaestor sacri palatii im italischen Ostgotenreich ernannt. In dieser Funktion war er verantwortlich für die Abfassung der amtlichen Schreiben in stilisierter lateinischer Kanzleisprache. Er fungierte noch in anderen hohen Ämtern, so als corrector Lucaniae et Bruttiorum und als magister officiorum (523 bis 527). All diese spätrömischen Ämter waren, da die staatliche Infrastruktur Italiens intakt geblieben war, auch von den Ostgoten nach ihrer Eroberung Italiens (ab 489) beibehalten worden. Vereinzelt  gab es Spannungen zwischen Goten und Römern. Cassiodor setzte sich dabei maßgeblich für die Aussöhnung zwischen beiden Gruppen ein. 514 war er zudem consul ordinarius. Nach Theoderichs Tod 526 leitete Cassiodor unter der Regentschaft von dessen Tochter Amalasuntha die Zivilverwaltung Italiens als praefectus praetorio und patricius (533 bis 537). Nach den Thronwirren nach König Athalarichs Tod und dem Beginn der oströmischen Wiedereroberung Italiens (siehe Justinian und Gotenkrieg (535–554)) zog er sich um 540 von den Staatsgeschäften zurück. Er hielt sich anschließend längere Zeit in Ravenna und Konstantinopel auf. Seinen mit Papst Agapit abgestimmten Plan, in Rom eine christliche theologische Hochschule zu gründen, wie die Schule von Nisibis im Osten, konnte er – infolge der Kriegswirren in Italien während des Gotenkriegs – nicht verwirklichen und ging zurück nach Süditalien.
552 erlosch das ostgotische Königtum, und 554 wurde Italien wieder der direkten kaiserlichen Herrschaft unterstellt. Als nahezu Siebzigjähriger gründete Cassiodor im selben Jahr auf seinen väterlichen Erbgütern am Strand des Meerbusens des heutigen Orts Squillace in Kalabrien das Bildungsinstitut und Kloster Vivarium. Das Monasterium Vivariense erhielt seinen Namen von den zahlreichen Fischbecken, die dort in den Felsen ausgehöhlt und angelegt worden waren. Vielfach wurde in der älteren Literatur angenommen, er sei selbst als Mönch in das Kloster eingetreten und dort Abt geworden. Diese Annahme stützt sich auf schriftliche Äußerungen Cassiodors, die zwar in diesem Sinne interpretierbar sind, jedoch keine sichere und eindeutige Schlussfolgerung zulassen. Er spricht wiederholt von seiner conversio, die nach Beendigung seiner politischen Laufbahn eingetreten sei. Im Vorwort zu seinem großen Psalterkommentar heißt es: „Möge Gott uns die Gnade erweisen, dass wir den Acker unseres Herrn, unermüdlichen Zugtieren gleich, mit der Pflugschar der Observanz und der klösterlichen Übungen durchfurchen.“ Auch nennt er die Klosterbrüder mehrfach  „meine Mönche“ (monachi mei). Außerdem ist bekannt, dass er es den Mönchen zur Pflicht gemacht hatte, von ihm selbst gesammelte Handschriften abzuschreiben, wodurch er zum Retter bedeutender Schriften und somit zum Vermittler zwischen Antike und Mittelalter wurde. Demzufolge müsste er gegenüber den Mönchen weisungsberechtigt gewesen sein.
Passagen seiner Werke lassen aber auch die Schlussfolgerung zu, dass er außerhalb des Klosters gewohnt haben dürfte. So unterscheidet er deutlich zwischen seiner Privatbibliothek und der Klosterbibliothek. In der neueren Forschung hat sich daher weitgehend die Auffassung durchgesetzt, Cassiodor sei nie Abt oder Mönch gewesen. Mit der Klostergründung, die sich an den monastischen Schriften des Johannes Cassianus orientierte, verfolgte Cassiodor offenbar das Ziel, dem lateinisch-weströmischen Mönchtum eine ähnlich gut ausgearbeitete theologische Grundlage zu geben, wie sie das oströmisch-griechische bereits besaß (siehe auch Schule von Nisibis) und bereitete damit die Basis für wissenschaftliche Tätigkeiten der Klöster, wie sie etwa aus dem Bestand ihrer Bibliotheken hervorgeht.

## Werke und Bedeutung

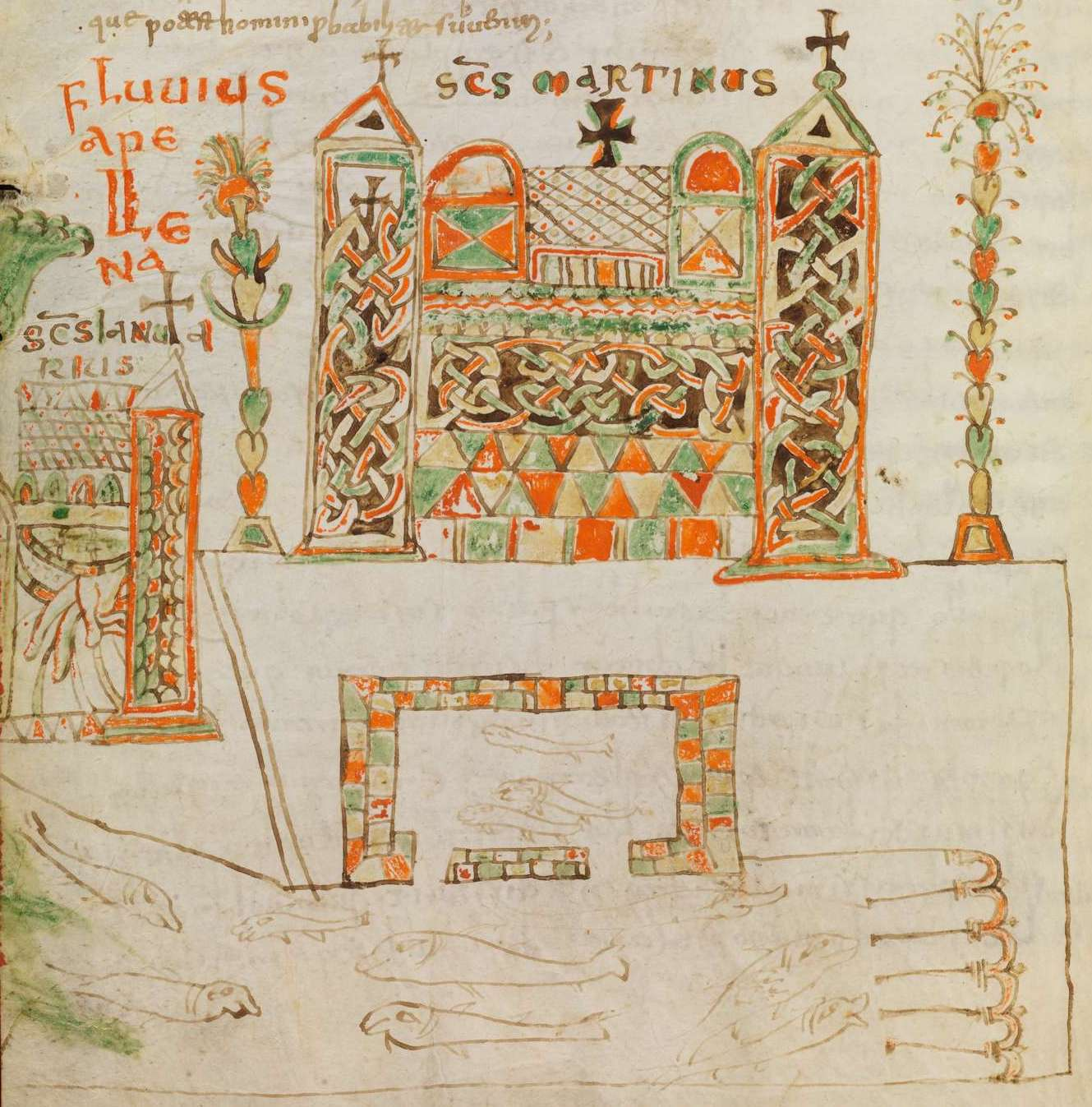
Cassiodor, Institutiones divinarum et saecularium litterarum in einer Handschrift des späten 8. Jahrhunderts. Bamberg, Staatsbibliothek, Ms. Patr. 61, fol. 29v

Am Ende der Spätantike hatte es unwiederbringliche Bücherverluste gegeben, so dass erhebliche Teile der antiken lateinischen Literatur im Westen des Imperium Romanum verloren gegangen waren. Gerade der Gotenkrieg ab 535, der Italien schwer verwüstete, hatte hier noch einmal zu dramatischen Einbußen geführt. Als herausragende Leistung Cassiodors wird daher angesehen, dass er – neben Boëthius und Martianus Capella und in der Nachfolge von Quintus Aurelius Symmachus und Quintus Aurelius Memmius Symmachus – bedeutendes Schrifttum und Bildungsgut der Antike erhielt und dem lateinischen Westen des Frühmittelalters vermittelte. In Kenntnis der Handschriften der antiken Literatur verfasste er mit seiner Schrift Institutiones divinarum et saecularium litterarum unter anderem einen Literaturführer, in dem er sowohl wissenschaftliche Schriften der Antike als auch Schriften der Kirchenväter und der Bibel empfiehlt, und eine Anleitung für das sorgfältige Abschreiben religiöser und ausdrücklich auch profaner Handschriften nach zuverlässigen Vorlagen und erklärte deren Vervielfältigung und Sammlung zur Aufgabe der Mönche. Die Abschriften wie deren Vorlagen ließ er archivieren und zu einer Bibliothek zusammenfassen. Daneben wurden auch Übersetzungen und Exzerpte angefertigt, was angesichts des zunehmenden Schwunds griechischer Bildung im lateinischsprachigen Westen eine entscheidende Voraussetzung für die Überlieferung griechischer Literatur im Abendland darstellte. Seine wichtigsten Schüler waren Bellator, Mutianus Scholasticus und Epiphanios Scholastikos, dessen auf den griechischen Kirchenhistorikern Sokrates Scholastikos, Sozomenos und Theodoret basierende lateinische Historia ecclesiastica tripartita weite Verbreitung erlangte.
Cassiodor gilt zudem als Schöpfer des christlichen mittelalterlichen Lehrplans und sogar der mittelalterlichen Pädagogik. Mit seinen Institutiones als einer Studienordnung schuf er eine der konstitutiven Voraussetzungen für die abendländische Schule. Die didaktische Absicht zielte auf ein Bewusstsein des systematischen Zusammenhangs in einer Synthese von heidnischer Wissenschaft und christlichem Glauben. Er rettete die klassischen Studien im ersten Lehrplan des Abendlandes ins Kloster. Die Institutiones erfuhren nach der Auflösung des Klosterseminars in dem neu entstandenen abendländischen Kulturraum eine konsekutive Überlieferung in verschiedene Erscheinungsformen der Schule. Cassiodor betonte zudem die Notwendigkeit der Pflege der Medizin im Benediktinerorden. Die Historikerin Erna Patzelt nennt für das sich anschließende 7. Jahrhundert das einflussreiche Wirken von Prudentius und Isidor von Sevilla.
Cassiodor verfasste zahlreiche Schriften. Erhalten ist etwa eine knappe und wenig ergiebige Weltchronik (Chronica, siehe Chronik (Cassiodor)), die bis 519 reicht und besonders aufgrund der Konsularsdatierung von Bedeutung ist. Ebenfalls erhalten ist seine Sammlung Variae (epistulae), die zwölf Bücher umfasst. Die Sammlung wurde wohl um 538 von Cassiodor angefertigt und enthält über 400 administrative Schreiben, die wichtige Einblicke in die Verwaltung des ostgotischen Königreichs erlaubt. Sie umfasst Briefe und Edikte der Ostgotenkönige in Italien, dazu Urkunden und Erlasse Cassiodors in seiner Funktion als praefectus praetorio. Die Schreiben wurden in den meisten Fällen von Cassiodor in hochrhetorischem Stil ausgearbeitet und sind oft mit weit über den Anlass hinausgreifenden Exkursen ethischen oder kulturgeschichtlichen Inhalts angereichert.
Cassiodors Werk Geschichte der Goten (Historia Gothorum) in zwölf Büchern, das er im Auftrag König Theoderichs begonnen und unter Athalarich vollendet hatte, ist verloren gegangen. Es stand jedoch einige Tage lang Jordanes zur Verfügung (nach dessen eigener Aussage), der es als Quelle für sein zusammenfassendes Geschichtswerk Getica heranzog. Mit Jordanes’ Bezugnahme auf Cassiodors Geschichte der Goten sind seit langem Forschungsprobleme verbunden. So ist ungeklärt, inwieweit die von Jordanes angefertigte Kurzfassung letztendlich auf Cassiodors Werk beruht. In der modernen Forschung wird davon ausgegangen, dass die Urgeschichte der Goten von Jordanes idealisiert und teils mit fiktiven Elementen angereichert wurde.
In Anlehnung an die Enarrationes in Psalmos des Augustinus verfasste Cassiodor daneben sein im Mittelalter einflussreichstes Werk, eine theologische Auslegung der Psalmen, Anleitungen zum Studium der Bibel und grammatikalische Schriften. In seinem 93. Lebensjahr  verfasste er als letzte Schrift De orthographia, eine Zusammenstellung über lateinische Orthographie, die auf die Werke von acht Grammatikern  zurückgreift. Die Schrift gilt als wertvoll, weil sie Auszüge aus verlorengegangenen Werken enthält. In das Einleitungskapitel dazu fügte er ein Verzeichnis seiner eigenen Schriften seit 540 ein.
Seine Schrift De artibus ac disciplinis liberalium litterarum (Buch II seiner Institutiones) enthält mit Institutiones musicae eine wichtige Quelle zur mittelalterlichen Musiktheorie.
Am 23. Juli 2021 schloss das Erzbistum Catanzaro-Squillace den am 7. Februar 2020 eingeleiteten Informativprozess für eine Seligsprechung Cassiodors auf diözesaner Ebene ab.

## Werkliste (Auszug)
- Chronica
- Historia Gothorum (nicht erhalten, als Quelle benutzt von Jordanes für sein Werk Getica)
- Variae (epistulae)
- Acta synhodorum habitarum Romae a. CCCCCXCVIIII. DI. DII.
- De orthographia
- Expositio in psalterium
- Complexiones in epistolis apostolorum et actibus eorum et apocalypsi
- Historia ecclesiastica tripartita (zusammen mit Epiphanios Scholastikos)
- Institutiones divinarum et saecularium litterarum[18], enthält De artibus ac disciplinis liberalium litterarum
- Complexiones in epistolas et acta apostolorurn et apocalysin

## Ausgaben und Übersetzungen
- Theodor Mommsen (Hrsg.): Auctores antiquissimi 12: Cassiodori Senatoris Variae. Berlin 1898 (Monumenta Germaniae Historica, Digitalisat)
- Cassiodori senatoris chronica. In: Theodor Mommsen (Hrsg.): Auctores antiquissimi 11: Chronica minora saec. IV. V. VI. VII. (II). Berlin 1894, S. 109–161 (Monumenta Germaniae Historica, Digitalisat)
- Lieve Van Hoof, Peter Van Nuffelen (Hrsg./Übers.): The Fragmentary Latin Histories of Late Antiquity (AD 300–620). Edition, Translation and Commentary. Cambridge University Press, Cambridge 2020, S. 194ff.
- Michael Shane Bjornlie (Hrsg.): Cassiodorus. The Variae. The Complete Translation. University of California Press, Oakland 2019.
- Wolfgang Bürsgens (Übersetzer): Cassiodor: Institutiones divinarum et saecularium litterarum. Einführung in die geistlichen und weltlichen Wissenschaften (= Fontes Christiani, Bände 39/1 und 39/2). Zwei Teilbände. Herder, Freiburg 2003, ISBN 3-451-27271-7 für Band 1, ISBN 3-451-27273-3 für Band 2 (kritische Ausgabe mit Übersetzung)
- Andreas Pronay (Übersetzer): Cassiodorus Senator: Einführung in die geistlichen und weltlichen Wissenschaften (Institutiones divinarum et saecularium litterarum) (= Spudasmata, Band 163). Olms, Hildesheim 2014, ISBN 978-3-487-15207-3 (Übersetzung und Kommentar)
- Peter Dinzelbacher (Übersetzer): Briefe des Ostgotenkönigs Theoderich der Große und seiner Nachfolger. Aus den „Variae“ des Cassiodor. Heidelberg 2010.
- Christine Boot: Cassiodorus’ Historia ecclesiastica tripartita in Leopold Stainreuter’s German Translation. MS germ. fol. 1109. I–II, Rodopi, Amsterdam 1977 (= Amsterdamer Publikationen zur Sprache und Literatur, 29–30).
- Roger A. B. Mynors (Hrsg.): Cassiodori senatoris institutiones. Clarendon, Oxford 1937; Neudruck ebenda 1961.